# Dark Chronicle
Dark Chronicle (jap. ダーククロニクル, Dāku Kuronikuru), in Nordamerika als Dark Cloud 2 veröffentlicht, ist ein Rollenspiel des japanischen Entwicklerstudios Level-5 für die PlayStation 2, das 2003 in Europa erschien. Es ist ein direkter Nachfolger von Dark Cloud im Cel-Shading-Stil.

## Inhalt
Max wohnt in der beschaulichen Stadt Palm Brinks und ist ein leidenschaftlicher Erfinder. Die Stadt selbst ist abgeschottet von der Außenwelt und die Bewohner leben friedlich vor sich hin. Eines Tages gastiert ein Zirkus in der Stadt und Max bekommt sogar ein Ticket dafür. Im Zelt selbst hört er zufällig ein Gespräch zwischen dem Zirkusleiter und dem Bürgermeister der Stadt. Dieser wird von dem Leiter des Zirkus rabiat und unter Drohung dazu gezwungen nach einem roten Edelstein Ausschau zu halten. Durch ein Missgeschick Max’s macht dieser auf sich aufmerksam und der Leiter erkennt, dass Max genau den Stein um den Hals trägt, nach dem er so sehr sucht. Der Stein, auch Atlamilia genannt, ist ein Geschenk von Max’s Vater. Max flüchtet und zweckentfremdet seinen Hammer, den er sonst nur zu seiner Passion Handwerken benutzt, und schlägt auf die Clownschergen des Zirkusleiters ein. Dieser hetzt sogar eine riesige Maschine auf Max, um an den Atlamilia zu gelangen, doch dank der Hilfe seines Kumpels Donny entkommt Max. Er durchstreift die Kanalisation auf der Suche nach der Wahrheit. Der Wahrheit über den Verbleib seiner Mutter, über den Umstand, dass der Bürgermeister die Bewohner Palm Brinks abschottet und die Wahrheit über den roten Stein, das Geschenk seines Vaters. Im Laufe der Zeit erfährt Max von einer zeitreisenden Prinzessin, Monica, dass ein Schurke namens Griffon den Lauf der Zeit verändert und so die Zukunft zerstört, die ihr bekannt ist. Er will den gesamten Planeten vernichten und Max, als auch Monica, mit ihrem blauen Atlamilia machen sich auf das große Unheil abzuwenden.

## Spielkonzept
Dark Chronicle bietet eine hohe Langzeitmotivation, da neben den normalen Kämpfen in den Dungeons im so genannten Georama-Modus auf der Oberwelt Städte gebaut werden können, um die Zukunft positiv zu beeinflussen. Dieses wird möglich, indem man kleine Aufträge für die Bewohner Palm Brinks erledigt, die sich dann ihrerseits mit eigenen Fähigkeiten nützlich machen werden. Sie sind wichtig für den Aufbau der Städte und manche eignen sich hervorragend für die Kämpfe oder Aufwertung diverser Gegenstände. Außerdem kann Max verschiedene Erfindungen verwirklichen, indem er sich von selbst gemachten Fotografien inspirieren lässt. So lassen sich unter anderem stärkere Waffen und neue Ausrüstungen für den Ridepod kreieren.
Bei den Waffen ist es möglich, relativ eigenständig zu entscheiden, in welche Richtung es weitergehen soll. So ist der Aufbauweg einer Waffe nie von vornherein bestimmt. Max kann beispielsweise später mit einem Hammer auf die Gegner einschlagen oder mit Schlüssel. Ebenso können auch die anderen Charaktere verschieden aufgestuft werden. Der Ridepod kann wie ein Panzer durch die Gegend fahren, wie ein Hubschrauber über dem Boden fliegen oder wie ein Motorrad durch die Ebene brausen.
Der Ridepod ist ein Mech, auf den sich Max während des Kampfes setzen kann, um besonders große und schwierige Gegner zu besiegen. Monica im Gegenzug kann sich in Monster verwandeln, um so unerkannt durch gefährliches Gebiet zu gehen oder sich mit den Monstern zu unterhalten.
Weitere Ablenkung bieten das Golf-ähnliche Spiel Spheda und das Angeln und Züchten von Fischen, wobei regelmäßig Angel-Wettbewerbe ausgetragen werden, bei dem es nützliche Preise zu gewinnen gibt.
Von dem Bürgermeister erhält man gegen Orden neue Kostüme für die Helden. Die Orden erwirbt man sich durch „Schnelles Monsterräumen“, „Spheda“, „Fischziele“, oder die Komplettierung eines Levels unter bestimmten Umständen. („Alle Monster mit Monicas Schwert besiegen“ oder „Ohne Heilen“)